# Muscle bike

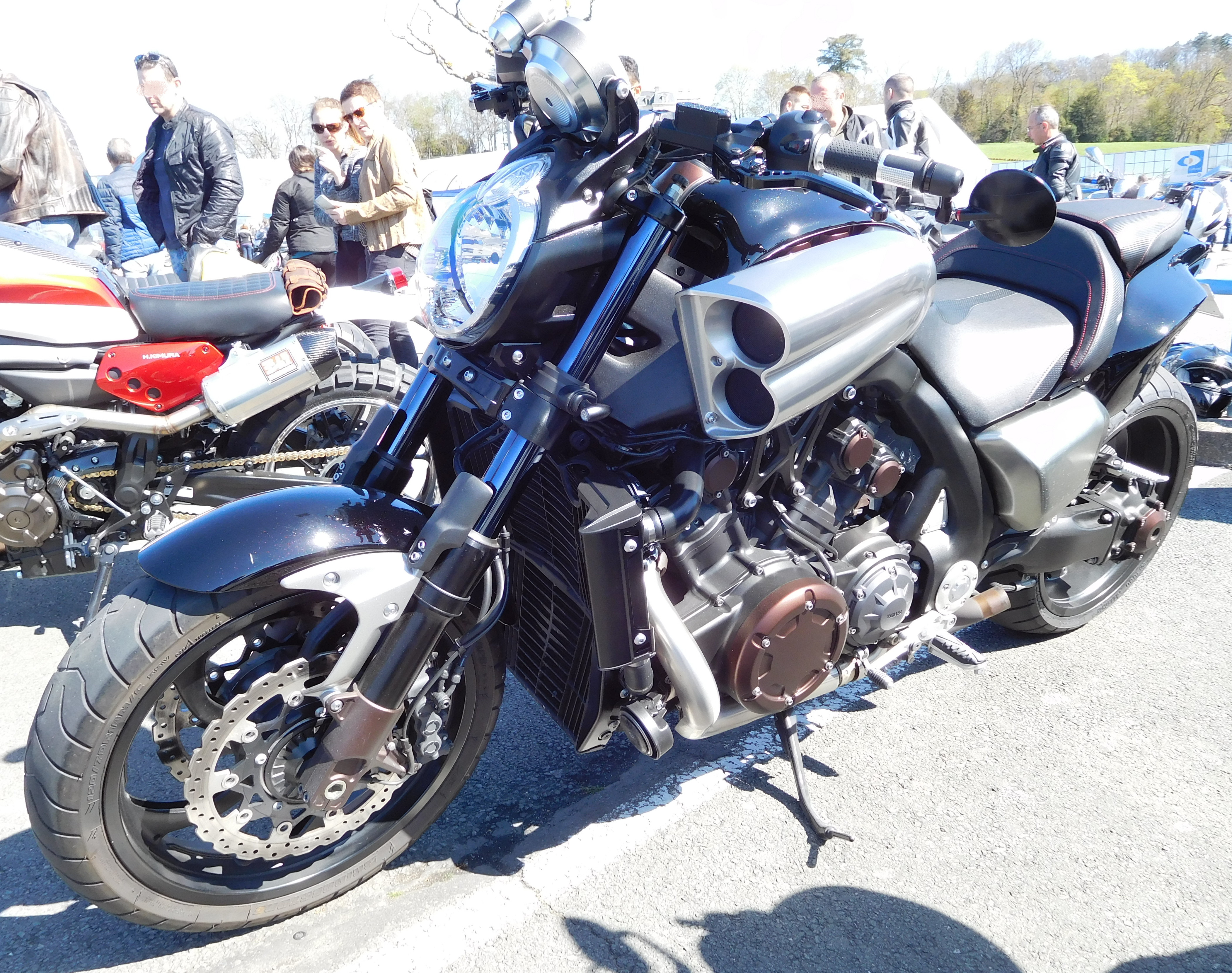
La Yamaha V-Max è un esempio di muscle bike

Muscle bike è un termine gergale motociclistico adottato dalla lingua inglese utilizzato per definire una motocicletta, sia di serie sia customizzata, caratterizzata da un'attenzione sproporzionata alla dimensione e alla potenza del motore; infatti i motori montati da motociclette di questo genere possono vantare cilindrate elevate (anche oltre 2000 cm³) e sono in grado di sviluppare una notevole coppia motrice.
La potenza della moto viene messo in risalto anche a livello visivo: il motore, le prese d'aria e i tubi di scarico, spesso di dimensioni considerevoli, vengono messi ben in evidenza nel design del veicolo, così come gli pneumatici, caratterizzati da uno spessore consistente. Tutte queste caratteristiche contribuiscono a donare alle moto di questo genere un aspetto possente e combattivo: non a caso il termine muscle bike significa letteralmente motocicletta muscolare (dove l'aggettivo muscolare è da intendersi nel senso di grintosa o aggressiva).
Di seguito sono mostrati alcuni esempi di muscle bike; si tenga conto che, essendo un termine gergale, l'attribuzione della qualifica di muscle bike ad un determinato modello di moto può dipendere in parte da valutazioni soggettive.

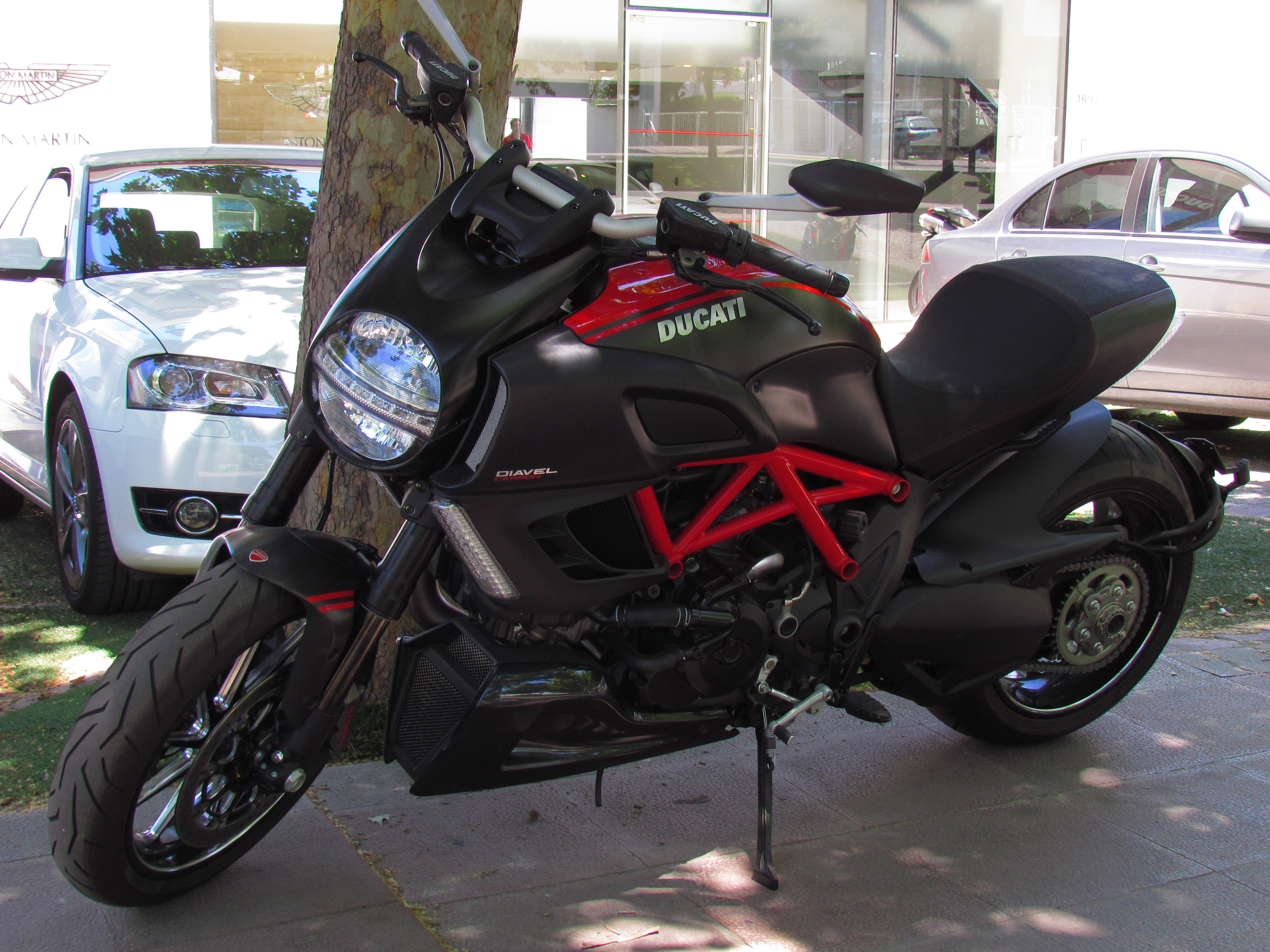
Ducati Diavel
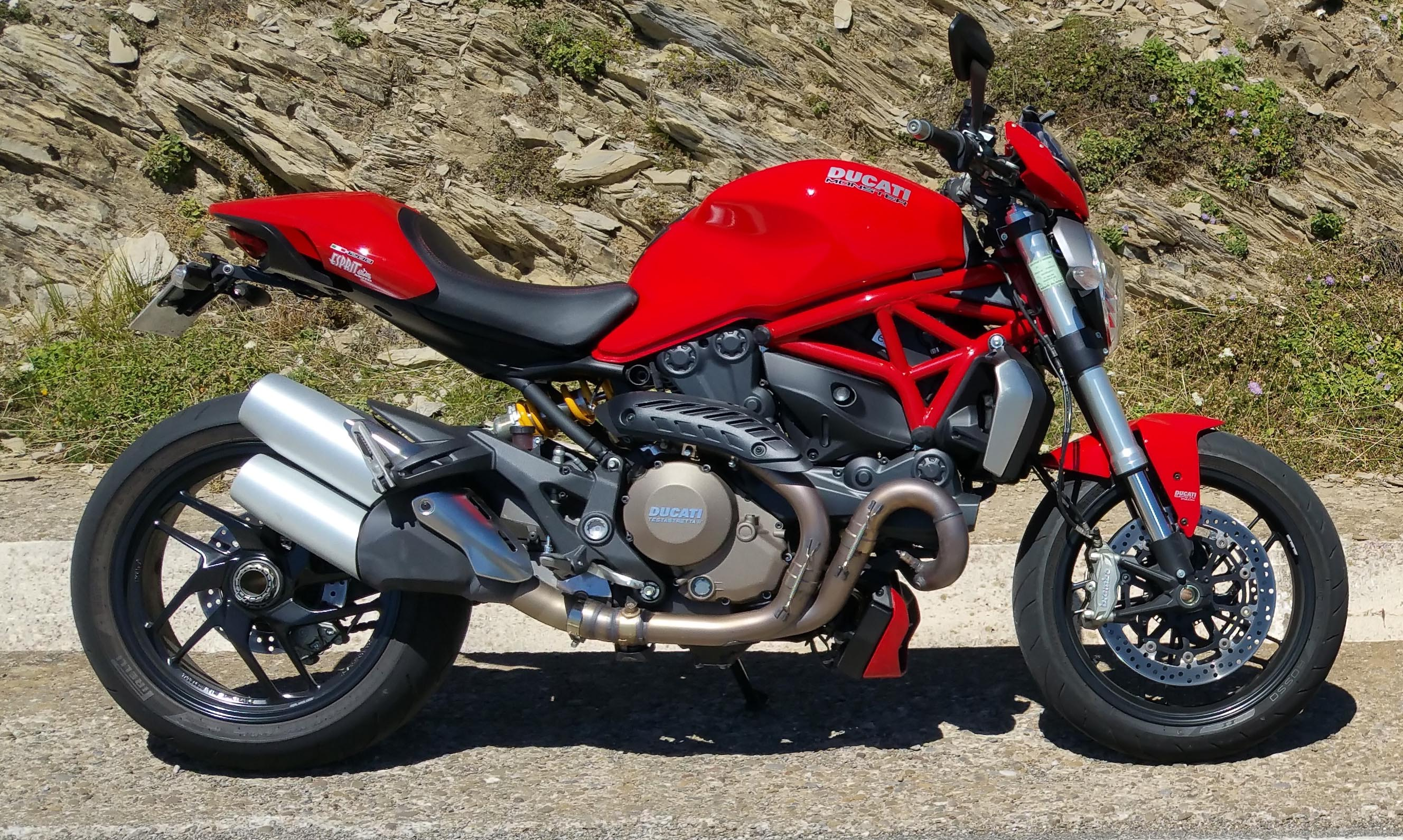
Ducati Monster 1200
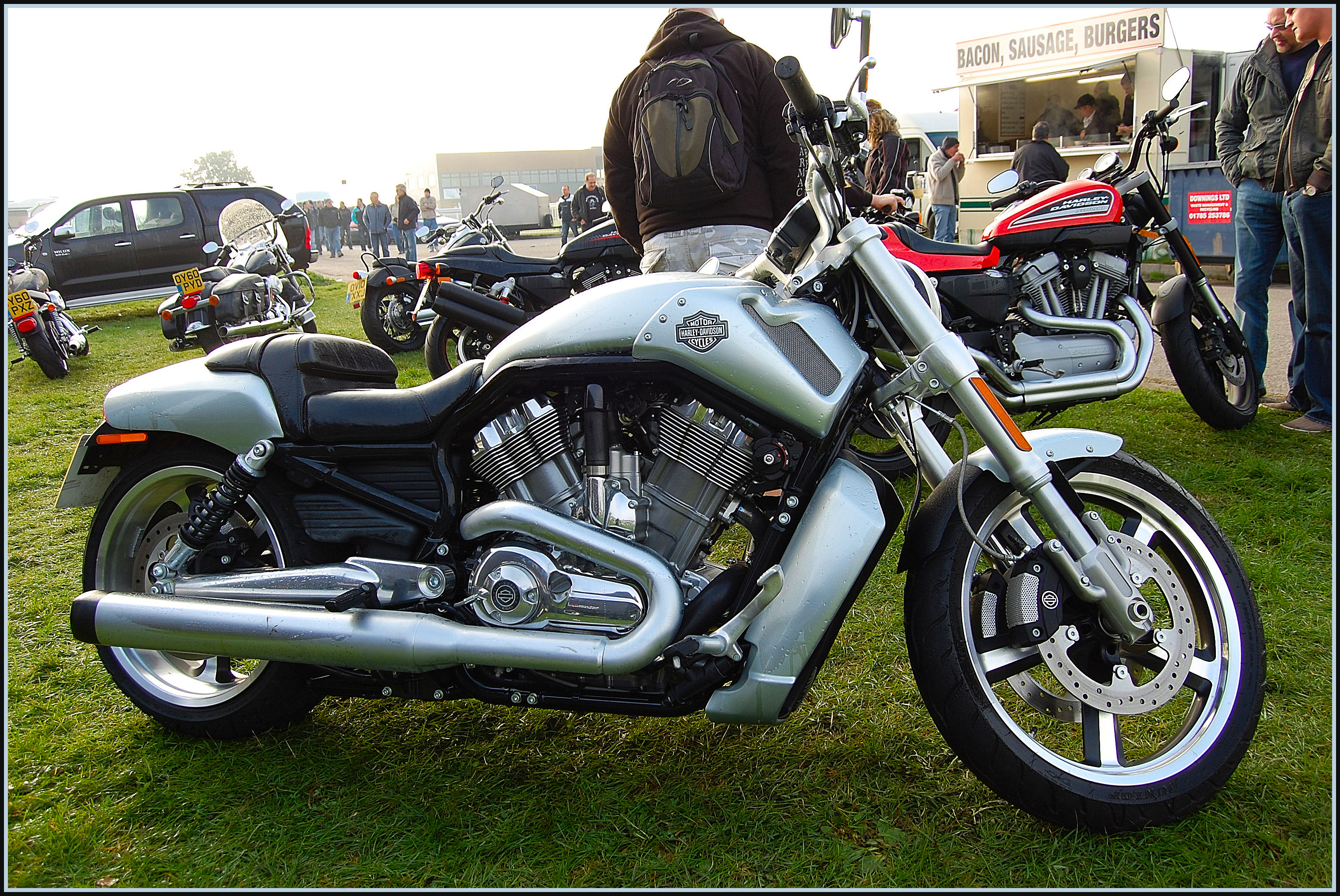
Harley-Davidson V-Rod Muscle
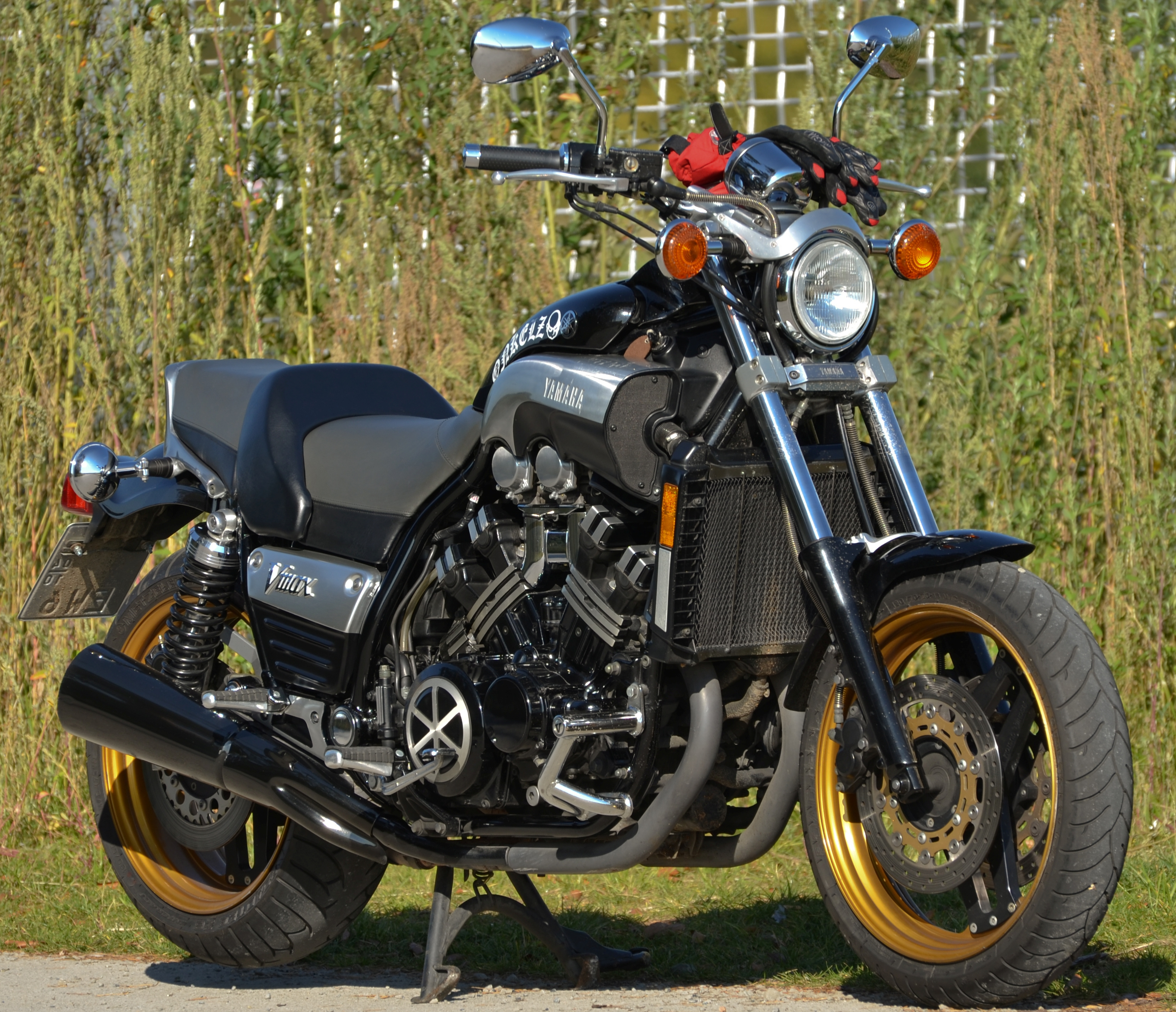
Yamaha V-Max
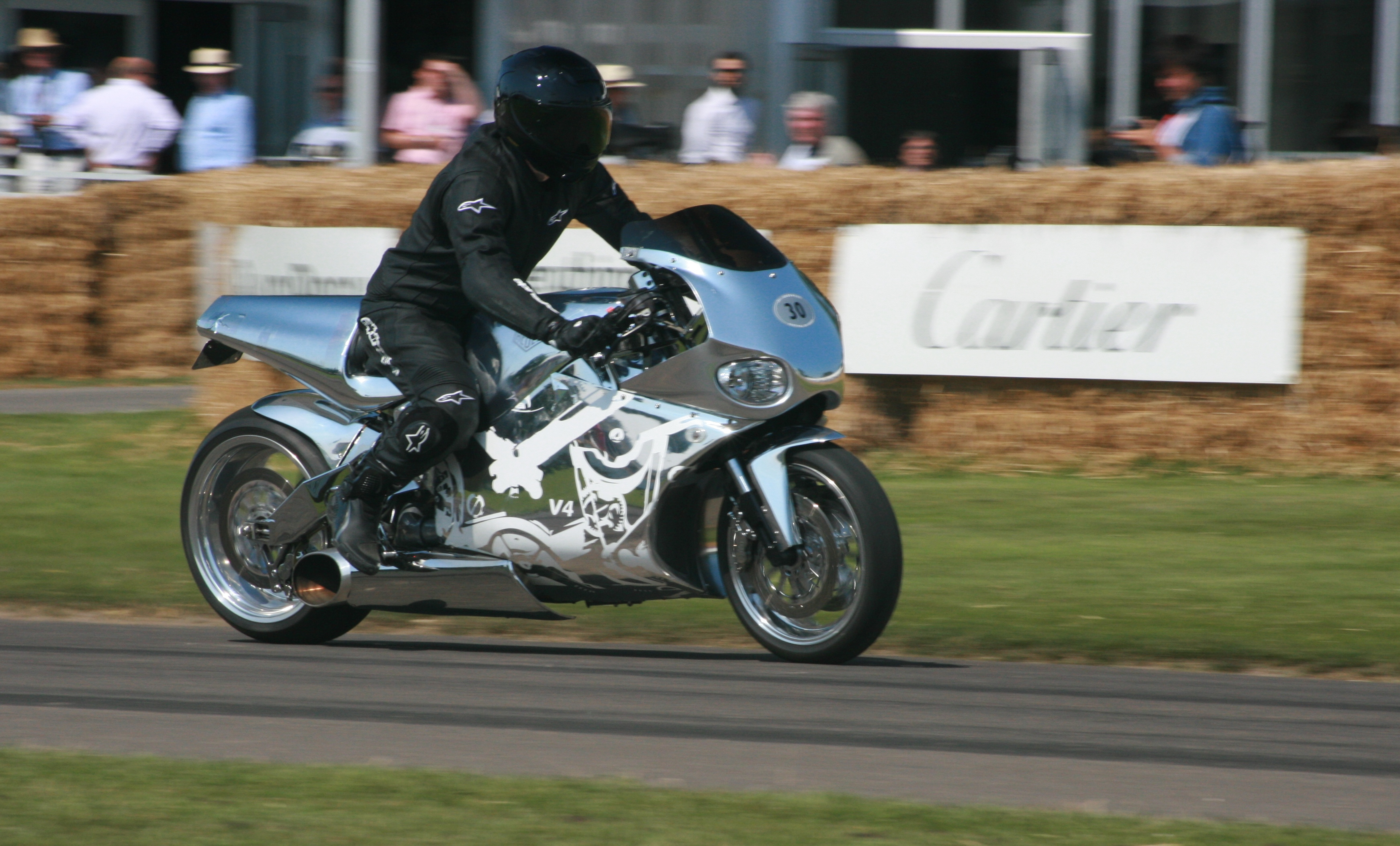
Turbine Superbike MTT Y2K
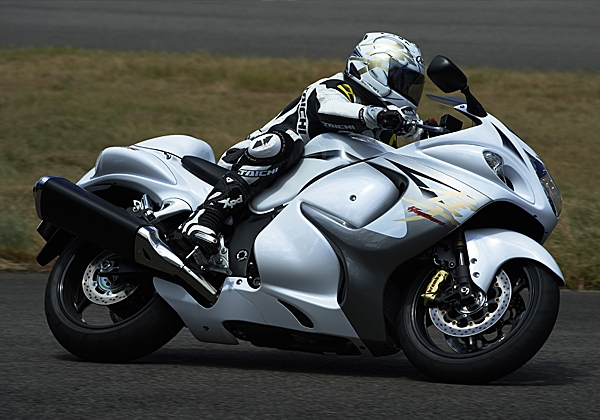
Suzuki Hayabusa
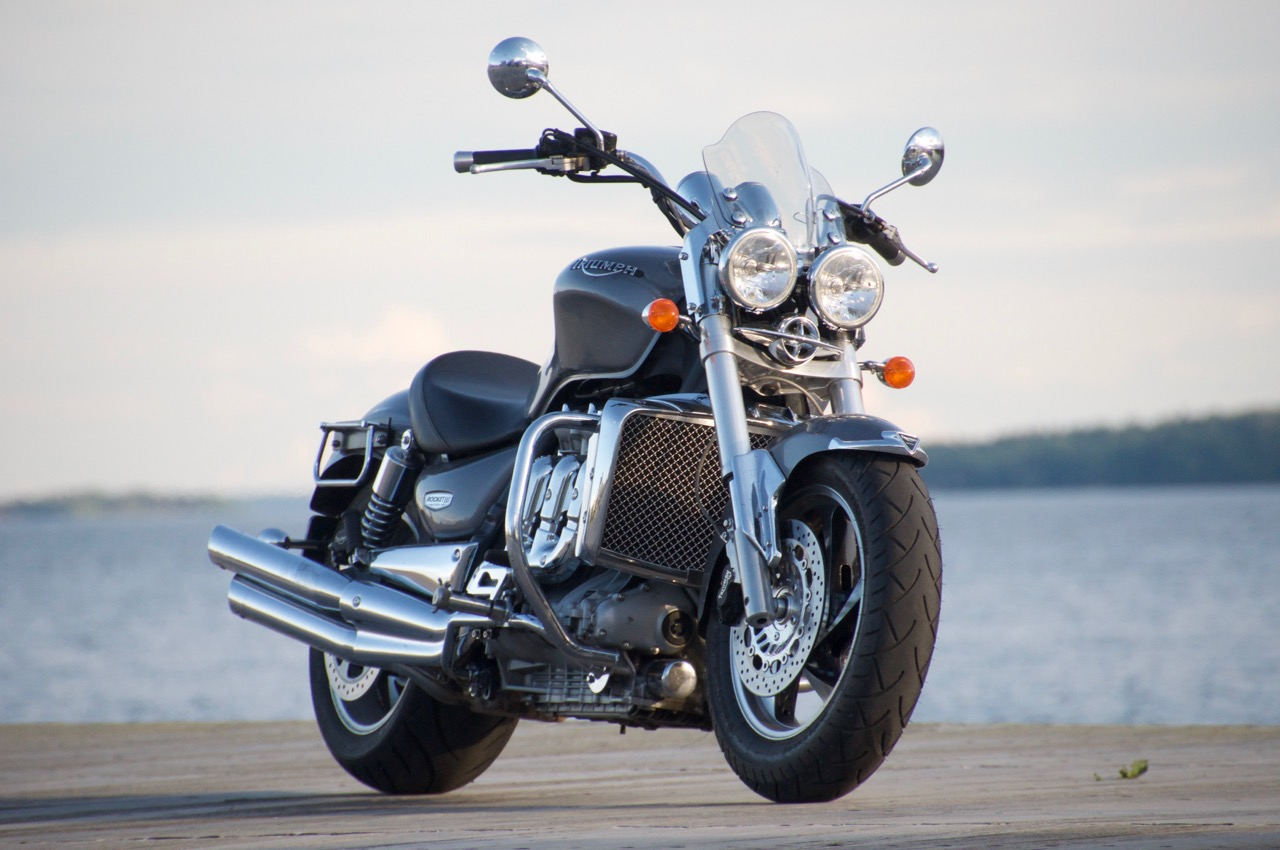
Triumph Rocket III